# Ivan Nemec
Ivan Nemec (ilegalno ime Vojko), slovenski organizator kmečkega mladinskega gibanja, * 19. avgust 1907, Dragotinci, † 5. februar 1976, Ljubljana.
Nemec je leta 1929 končal mariborsko Srednjo kmetijsko šolo. Od 1931 do 1938 je delal kot kmetijski tehnik v Slovenskih Konjicah. Leta 1938 se je preselil v Ljubljano, kjer je postal zadružni revizor. Ves čas je bil aktiven v mladinskem kmečkem gibanju; od 1939 je bil tajnik Zveze kmetskih fantov in deklet (ZKFD). Z agitacijskim delom je prispeval, da se je ZKFD poleti 1941 vključila v OF. Na Dolenjskem, Notranjskem in Štajerskem je 1942 organiziral odbore OF. Poleti 1942 je postal poverjenik za kmetijstvo pri SNOS na osvobojenem ozemlju ter 1944 član Izvršnega odbora OF. Na Kočevskem zboru je bil izvoljen v delegacijo za II. zasedanje AVNOJ. Po koncu vojne je med drugim delal na Komiteju za zunanjo trgovino in po dveletni zaporni kazni, obtožen je bil sodelovanja z okupatorjem, še nekaj časa na kmetijskem posestvu v Starem Logu pri Kočevju. Poleg političnega dela, se je Nemec ukvarjal tudi z literaturo. Pisal je pesmi in črtice ter jih objavljal v Grudi in Kmetijskem listu. Za udeležbo v NOB je prejel partizansko spomenico 1941.